# زمین‌لرزه ۱۹۲۴ اکوادور
زمین‌لرزه اکوادور  در تاریخ ۳ مارس ۱۹۲۴ میلادی، برابر با ‎۱۲ اسفند ۱۳۰۲، ساعت ۸:۰۱:۰۰ به زمان یوتی‌سی در اکوادور رخ داد. بزرگی آن ۶٫۹ در مقیاس ریشتر اعلام شده‌است. زمین‌لرزه به وقت محلی در روز دوشنبه، ساعت ۳ روی داده و منطقه زمانی آن یوتی‌سی -۵ بوده‌است .
سازمان زمین‌شناسی آمریکا نیز جای این زمین‌لرزه را در مختصات ۱°۳۶′جنوبی ۷۸°۳۶′غربی / ۱٫۶°جنوبی ۷۸٫۶°غربی و بزرگی آنرا برابر با ۶٫۹ در مقیاس ریشتر اعلام کرده‌است. 
شمار کشتگان زلزله حدود ۴۰ نفر بوده‌است.